# José Garcia
José Garcia (Paris, 17 de março de 1966) é um ator e humorista franco-espanhol.

## Filmografia
- Bastille Day (2016)
- Tout Schuss (2016)
- Vive la France (2013)
- Now You See Me (2013)
- Les Seigneurs (2012)
- Un gran equipo (2012)
- Chez Gino (2011)
- Le Mac (2010)
- Asterix en los Juegos olímpicos (2008)
- Su majestad Minor (2007)
- La plaga final (2007)
- GAL (2006)
- Arcadia (Le Couperet) (2005)
- La boîte noire (2005)
- El séptimo día (2004)
- People (2004)
- Usted primero (2004)
- Utopía (2003)
- La bici de Ghislain Lambert (2000)
- homem de ferro 1,2,3
- Todos os vingadores
- Home Aranha